# Казахойл Актобе
Казахойл Актобе — казахстанско-китайское совместное предприятие, разрабатывающее месторождения углеводородного сырья Актюбинской области на западе Казахстана, входит в число крупнейших нефтедобывающих компаний Казахстана.

## История
Компания была создана 21 сентября 1999 года. 13 июня 2000 года АО "НК «КазМунайГаз» передало компании права недропользования по контракту на проведения добычи углеводороного сырья на месторождениях «Алибекмола» и «Кожасай», расположенных в Актюбинской области.
Участниками Компании на паритетной основе являются национальная компания «КазМунайГаз» и Caspian Investments Resources Ltd (Sinopec).